# Port lotniczy Churchill
Port lotniczy Churchill (IATA: YYQ, ICAO: CYYQ) – port lotniczy położony w Churchill, w prowincji Manitoba, w Kanadzie.